# Antonius van Egypte
Antonius van Egypte, Antonius-Abt, Antonius-Heremiet, of Antonius de Grote (Grieks: Ἀβᾶς Ἀντώνιος, Abba Antonios) (Heracleopolis Magna, Egypte, 251 – Colzimberg, Egypte, 356) is een christelijke heilige, die bekendstaat als de vader van het kloosterleven. Zijn naamdag is 17 januari.

## Biografie
Antonius werd geboren als kind van rijke ouders. Toen Antonius twintig jaar was, stierven zijn ouders. Hij gaf alle bezittingen aan de armen en trok zich in eenzaamheid in de woestijn terug. Later voegden andere christenen zich bij hem en vormden een van de eerste gemeenschappen van monniken in zijn klooster van Sint-Antonius in de Oostelijke Woestijn van Egypte.
Hij was de eerste monnik die vele volgelingen kreeg en staat daarom bekend als de vader van het kloosterleven. Aan Antonius wordt de eerste formulering van de metafoor van het boek van de natuur toegeschreven. Dit was een opvatting die de natuur ziet als een boek dat - naast de Bijbel – gelezen kan worden als een bron van godskennis.
Een bezoeker zou Antonius gevraagd hebben hoe hij het in zijn bestaan als kluizenaar toch zonder boeken kon stellen. Het antwoord van Antonius was  Mijn boek is de gehele natuur, en ik kan dat boek lezen wanneer ik wil.
Hij stierf op 105-jarige leeftijd en werd volgens zijn eigen instructies in een geheim graf begraven om te voorkomen dat zijn graf een plaats van verering zou worden. Al snel na zijn dood werd hij heilig verklaard. Athanasius van Alexandrië schreef de bekendste biografie over Antonius.

### Relieken van Antonius
Het gebeente van Antonius zou rond 1070 uit Constantinopel naar Saint-Antoine-l'Abbaye in het kanton Saint-Marcellin (vroeger La-Motte-aux-bois in het Departement Isère, Arrondissement Grenoble) gebracht zijn en daarna verloren zijn gegaan, op enkele kleine deeltjes ("partikels") na.
Verhaald wordt dat zijn gebeente in 1491 werd overgebracht naar de Sint-Juliuskerk in Arles (Frankrijk), alwaar het volgens sommigen nog steeds zou liggen. Volgens anderen is het gebeente in Arles een (uit kerkpolitieke overwegingen vervaardigde) valse relikwie.
Ook zou nog een armreliek in Keulen bewaard zijn. Overigens is van deze reliek de authenticiteit evenmin zeker. Men bedenke hierbij dat Antonius een heilige uit de laat-antieke tijd was en in feite genieten de meeste relieken uit die tijd niet meer dan het voordeel van de twijfel.
In Warfhuizen wordt in de kluiskerk een Antoniusreliek bewaard, waarschijnlijk is dit van het gebeente uit Saint-Antoine.

## Verhalen over Antonius
Zijn bijnaam Antonius met het varken ontstond in de middeleeuwen. De Antonieten, leden van de naar hem vernoemde verpleegorde, mochten hun varkens vrij laten rondlopen als vergoeding voor de verpleging die zij verstrekten. Op 17 januari werden deze varkens geslacht en het vlees verdeeld onder de armen.
Bekend is het verhaal van de Verzoekingen van Sint-Antonius. Aan Antonius zouden demonen zijn verschenen die poogden hem van het goede pad af te houden. Dit verhaal is een rijke inspiratiebron geweest voor vele schilders van Jeroen Bosch tot Salvador Dalí.

### Galerij

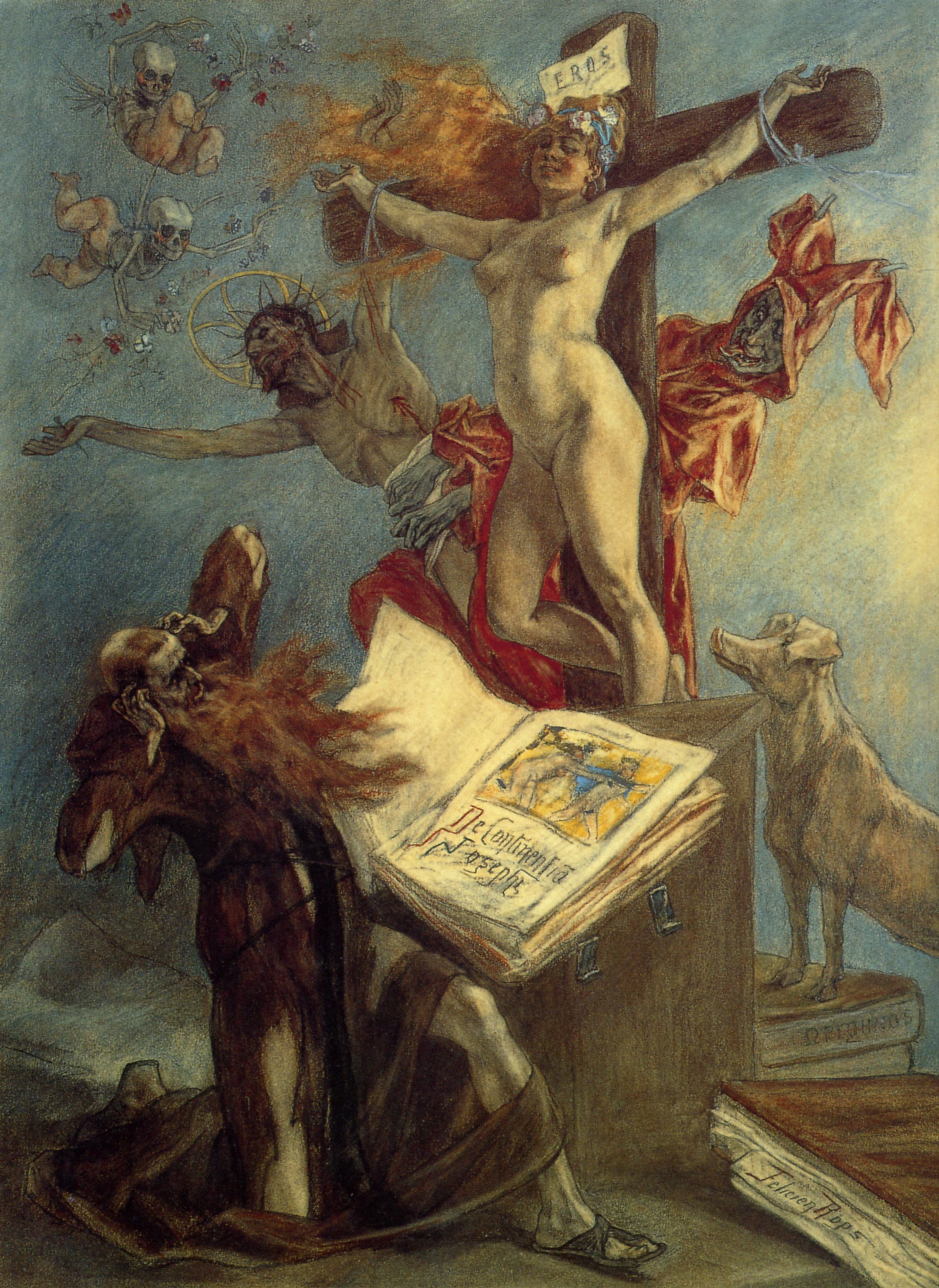
De verzoeking van Sint-Antonius (1878), Félicien Rops, Koninklijke Bibliotheek van België
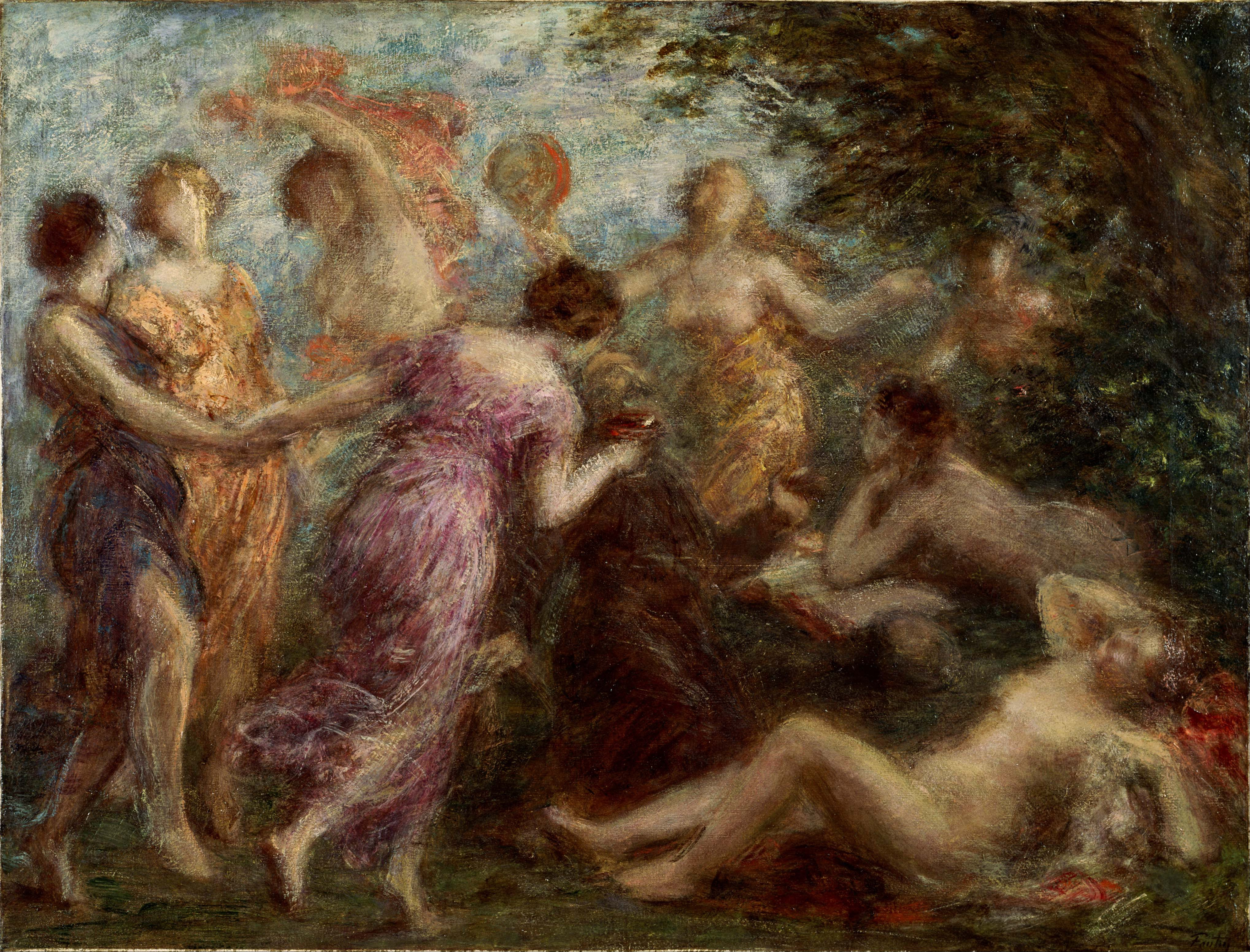
De verzoeking van Sint-Antonius Henri Fantin-Latour, The National Museum of Western Art (Tokio)
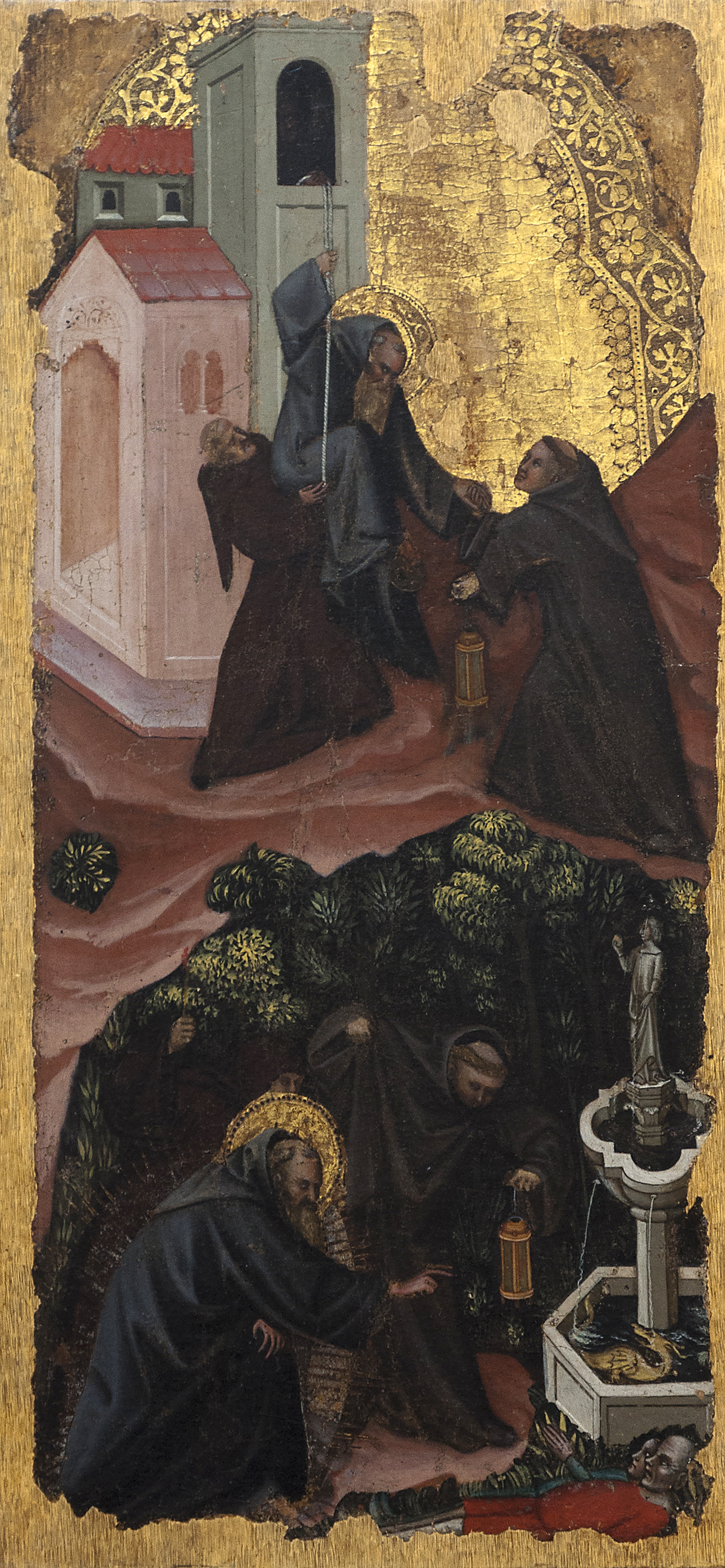
Vier verhalen over Antonius van Egypte (14e eeuw), Vitale da Bologna, Pinacoteca Nazionale di Bologna
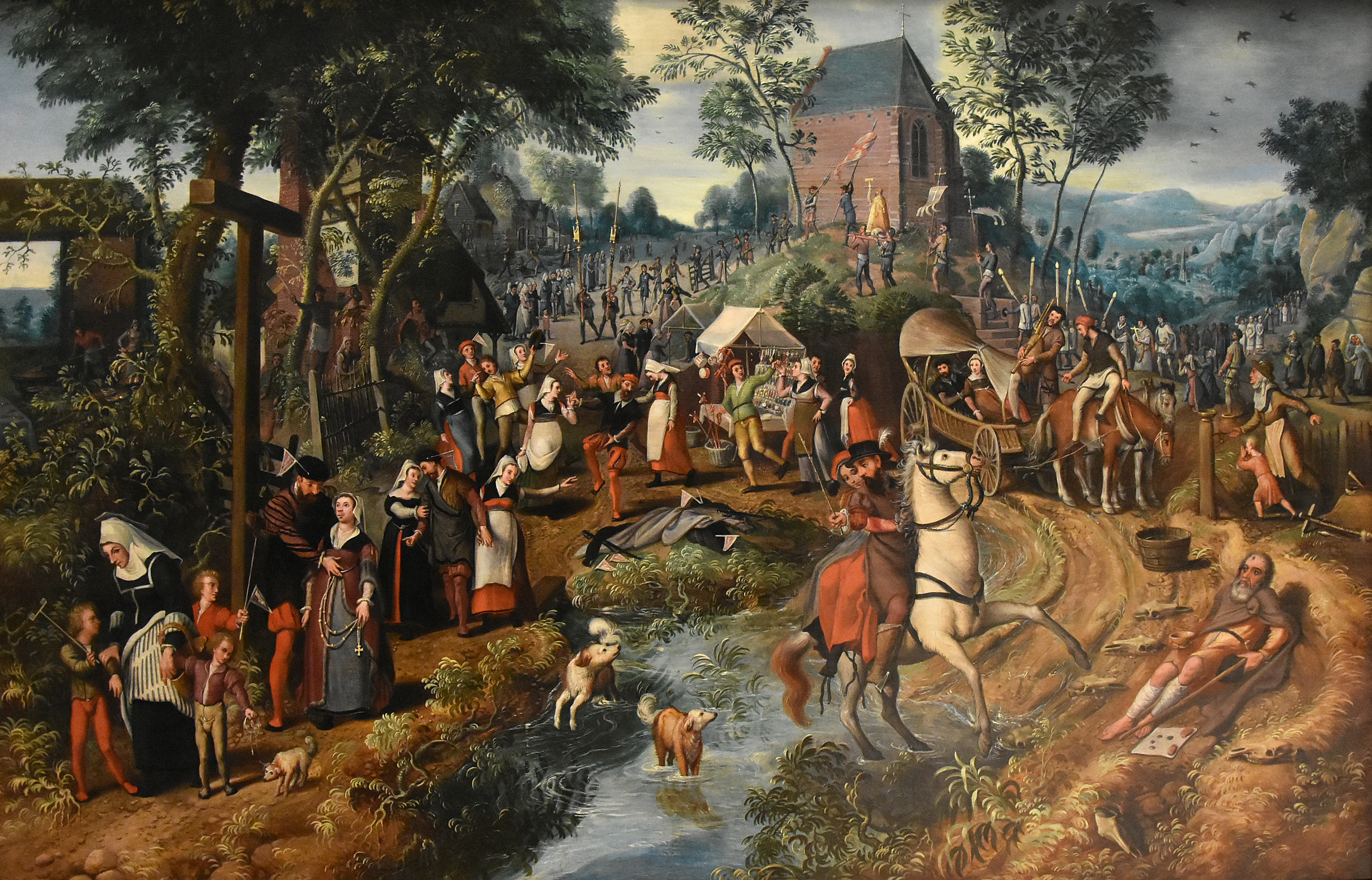
De terugkeer van een Sint-Antoniusbedevaart (1550), Pieter Aertsen, Oldmasters Museum
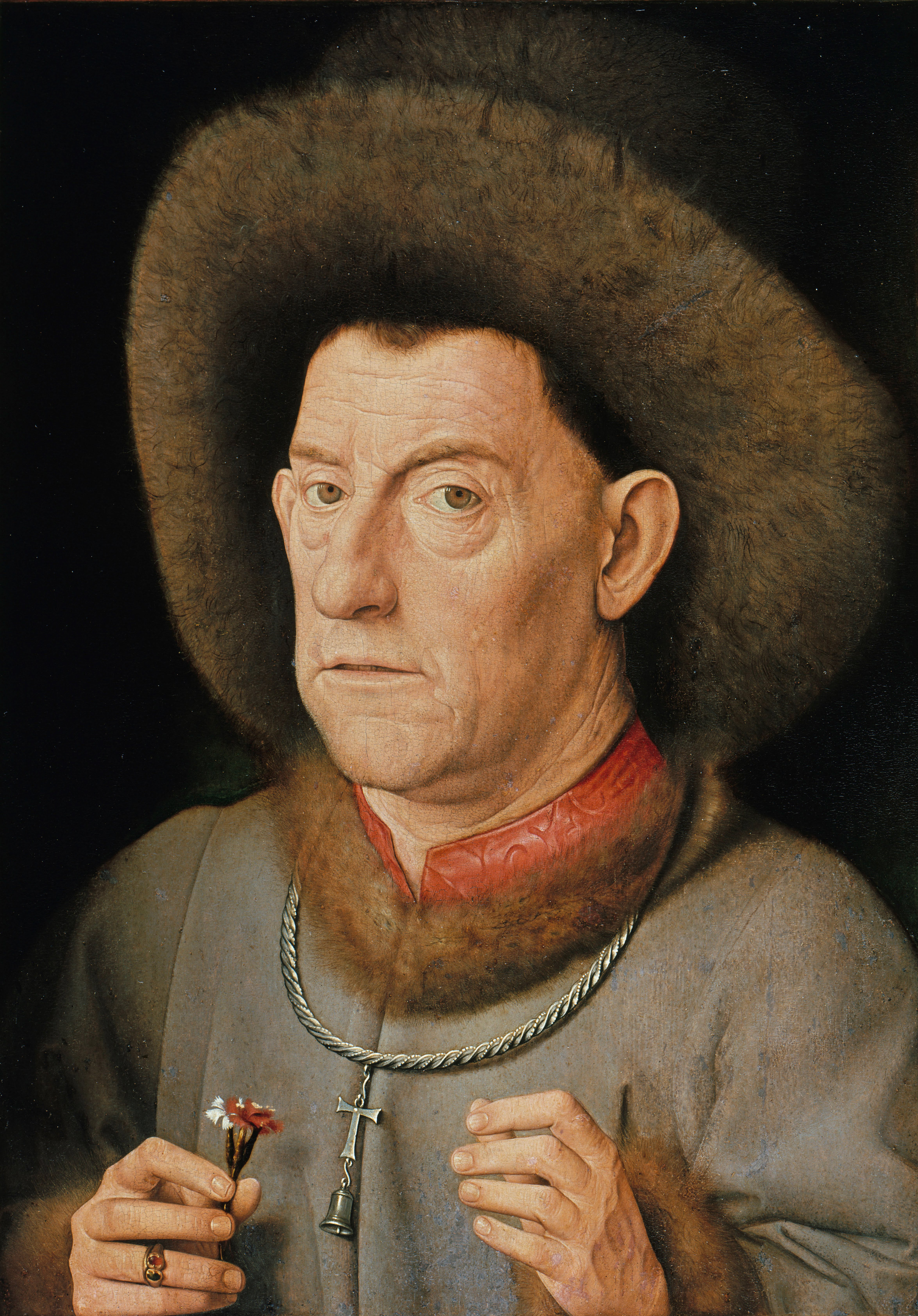
Man met een anjer (ca.1436), navolger van Jan van Eyck, Gemäldegalerie De afgebeelde man draagt de Orde van Sint-Antonius met kruis en klokje

## Patroonheilige en attributen
Antonius is de patroonheilige van de wevers, slagers, suikerbakkers, mandenmakers, begrafenisondernemers, vaandeldragers, vendelzwaaiers, zakkendragers, zwijnenhoeders, varkens en huisdieren en patroon tegen de pest, ziekten, sint-antoniusvuur en veeziekten. In onze streken werd hij aanroepen als pestheilige.
Zijn attribuut is een bel. Deze is soms bevestigd aan zijn staf. De varkens van zijn orde dragen ook een bel.
Het antoniuskruis of taukruis is een onderscheidingsteken van de Orde van Sint-Antonius, een kruis in T-vorm met daaraan een zogenaamd antoniusklokje, om de hals gedragen aan een koord of keten.

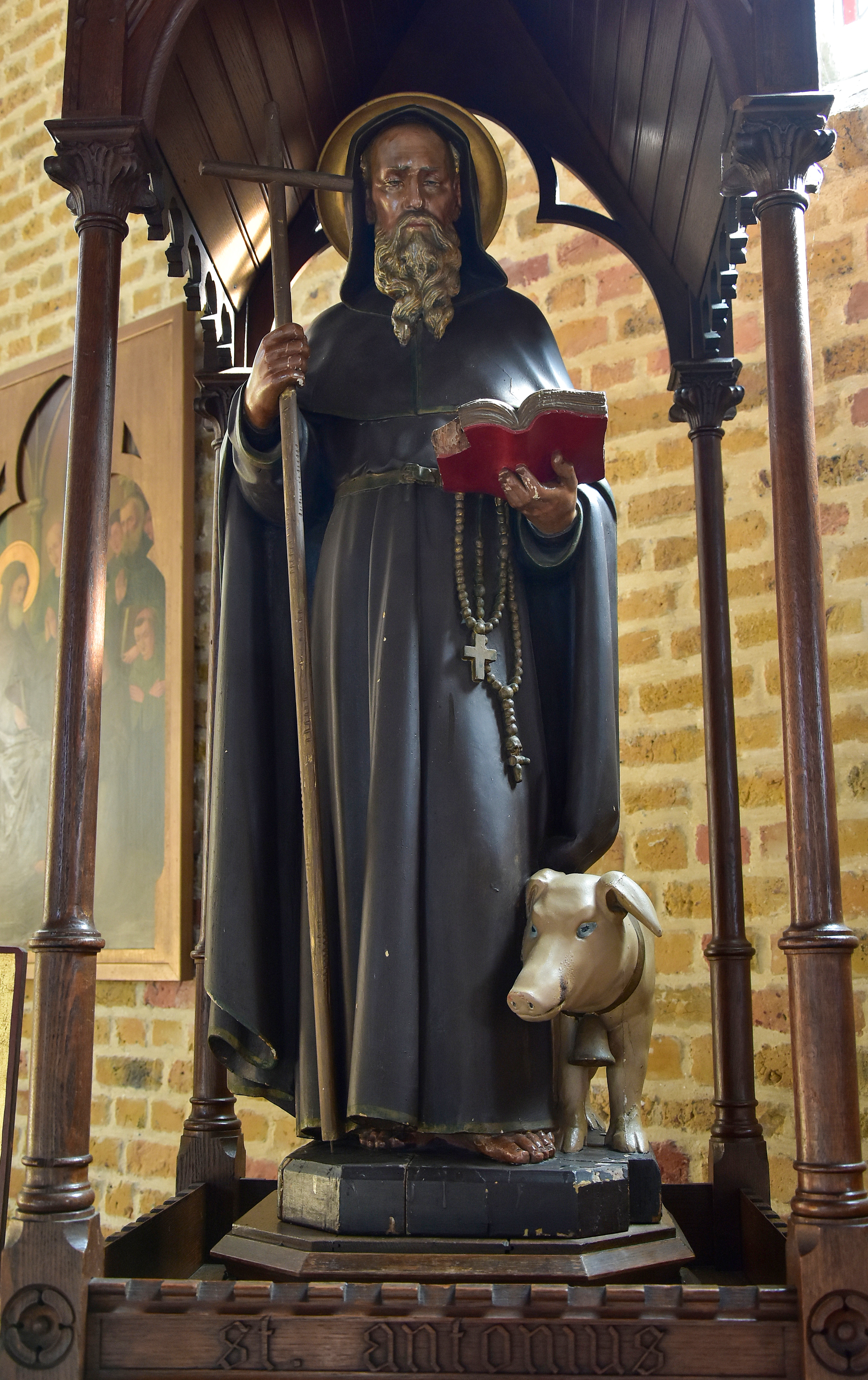
Antonius en het varken
Sint-Andreaskerk in Aartrijke

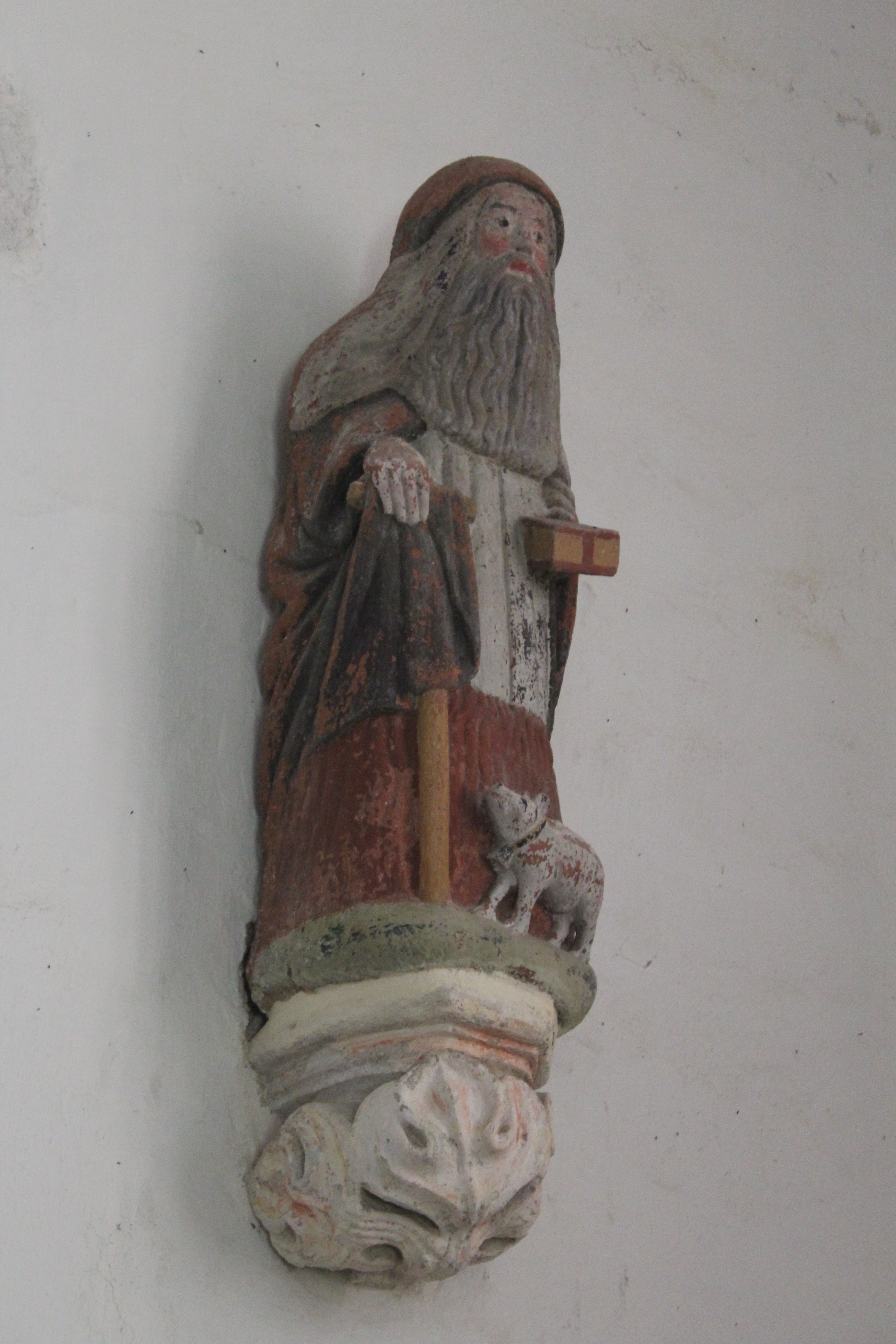
Antonius van Egypte
Kapel Saint-Fiacre in Le Faouët

### Kerkgebouwen
Door heel de katholieke wereld zijn kerken aan Antonius van Egypte gewijd:

Nederland
- Sint-Antonius Abtkerk (Acht)
- Antonius Abtkerk (Bergen op Zoom)
- Antonius Abtkerk (Bokhoven)
- Antonius Abtkerk (Chaam)
- Sint-Antonius Abtkerk (De Mortel)
- Antonius Abtkerk (Den Haag)
- Sint-Antonius Abtkerk (Ell)
- Anthonius Abtkerk (Enter)
- Sint-Antonius of Oosterkerk (Hoorn)
- Antonius Abtkerk (Lomm)
- Sint-Antonius Abtkerk (Loo)
- Sint-Antonius Abtkerk (Mook)
- Antonius Abtkerk (Nederasselt)
- Antonius Abtkerk (Nijmegen)
- Sint-Antonius Abtkerk (Opvelp)
- Antonius Abtkerk (Overasselt)
- Antonius Abtkerk (Reek)
- Antonius Abtkerk (Riel)
- Sint-Antonius-Abtkerk (Rotterdam)
- Antonius Abtkerk (Schaijk)
- Kerk van Antonius Abt (Sint Anthonis) (tevens beschermheilige van het dorp, de gemeente, de parochie, en het schuttersgilde)
- Sint-Antonius Abtkerk (Terheijden)
- Sint-Antonius Abtkerk (Ven-Zelderheide)
- Sint-Antonius Abtkerk (Volkel)
- Antonius Abtkerk (Vriezenveen)
- Antonius Abtkerk (Wijchen)

België
- Sint-Antonius Kluizenaarkerk (Aubel)
- Sint-Antonius Abtkerk (Blankenberge)
- Sint-Antonius Abtkerk (Borsbeke)[1]
- Sint-Antoniuskerk (Edegem)
- Sint-Antonius Abtkerk (Heist)
- Sint-Antoniuskerk (Iddergem)
- Sint-Antonius Abtkerk (Ingooigem)
- Sint-Antonius Kluizenaarkerk (José)
- Sint-Antonius Abtkerk (Meulestede)
- Sint-Antonius Abtkerk (Moerbeke)
- Sint-Antonius Kluizenaarkerk (Mürringen)
- Sint-Antonius Abtkerk (Opvelp)
- Sint-Antonius Abtkerk (Oud-Turnhout)
- Sint-Antonius Abtkerk (Queue-du-Bois)
- Sint-Antonius Abtkerk (Rollegem)
- Sint-Antonius Kluizenaarkerk (Thimister)
- Sint-Antonius Abtkerk (Wolfsdonk)
- Antonius Abtkerk (Zoersel)

Duitsland
- Sint-Antoniuskerk (Gronau)

Italië
- Sint-Antonius Abtkerk (Esino Lario)
- Sint-Antonius Abtkerk (Napels)

### Kapellen
De volgende kapellen zijn onder andere gewijd aan Antonius van Egypte:
België
- Sint-Antoniuskapel, Appels
- Sint-Antoniuskapel, Brustem
- Sint-Antoniuskapel, Herdersem
- Sint-Antoniuskapel, Kozen
- Sint-Antoniuskapel, Langerbrugge
- Sint-Antoniuskapel, Leuven
- Sint-Antoniuskapel, Tielt

Nederland
- Sint-Antoniuskapel, Altweert
- Sint-Antoniuskapel, Deurne
- Sint-Rochuskapel (Deursen), ook wel Sint-Antoniuskapel, in Deursen
- Sint-Antoniuskapel, Eckelrade
- Sint-Antoniuskapel, Eeneind
- Sint-Antoniuskapel, Geulle
- Sint-Antoniuskapel, Haler
- Sint-Antoniuskapel, Heerlen
- Sint-Antoniuskapel, 's-Hertogenbosch
- Sint-Antoniuskapel, Keldonk
- Sint-Antoniuskapel, Klein-Zundert
- Sint-Antoniuskapel, Lomm
- Sint-Antoniuskapel, Nederweert
- Sint-Antoniuskapel, Neeritter
- Sint-Anthonius Abtkapel, Straten, gemeente Oirschot
- Sint-Antoniuskapel, Roosteren
- Sint-Antoniuskapel, Sevenum
- Sint-Antoniuskapel, Slek
- Sint-Antoniuskapel, Sinderen
- Sint-Antoniuskapel, Thorn
- Sint-Antoniuskapel, Veghel
- Sint-Antonius-Abtkapel, Ven-Zelderheide
- Sint-Antonius-Abtkapel, Wijbosch

Verenigde Staten
- Saint Anthony's Chapel, Pittsburgh, Pennsylvania

## Weerspreuken
Maakt Sint-Teunis (17 januari) de brug (het ijs), Sint-Sebastiaan (20 januari) slaat ze stuk.
Met Sint-Teunis en Sint-Bastiaan, komen de harde koppen eerst aan.
Sint-Antonius klaar en helder, vult 't vat en ook de kelder.
Sint-Antoon en Sebastiaan, komen met ’t hardste van de winter aan.

## Reliekschrijnen

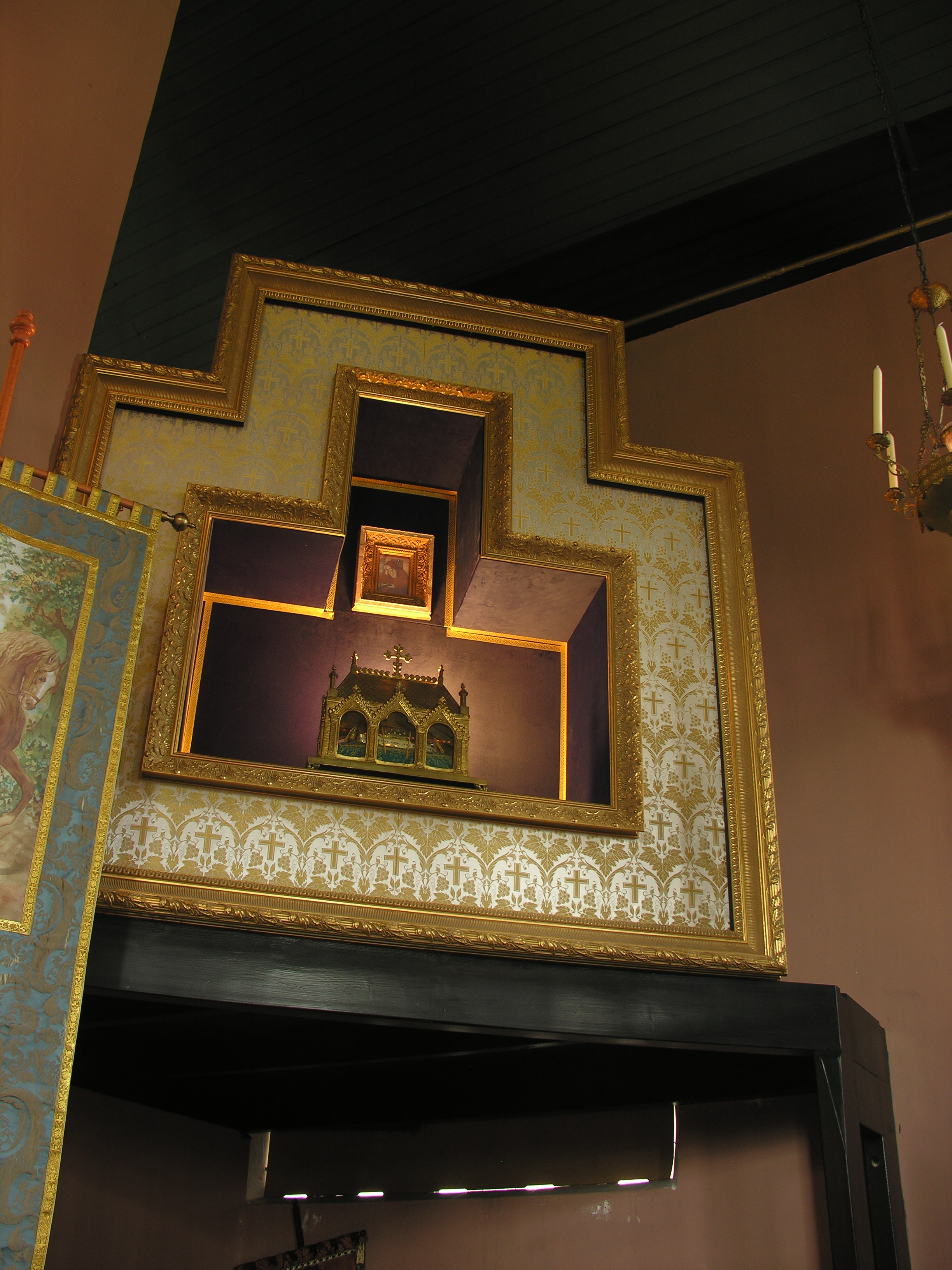
Het Antoniusaltaar met het reliekschrijn van Antonius Kluizenarij Onze Lieve Vrouwe van de Besloten Tuin te Warfhuizen
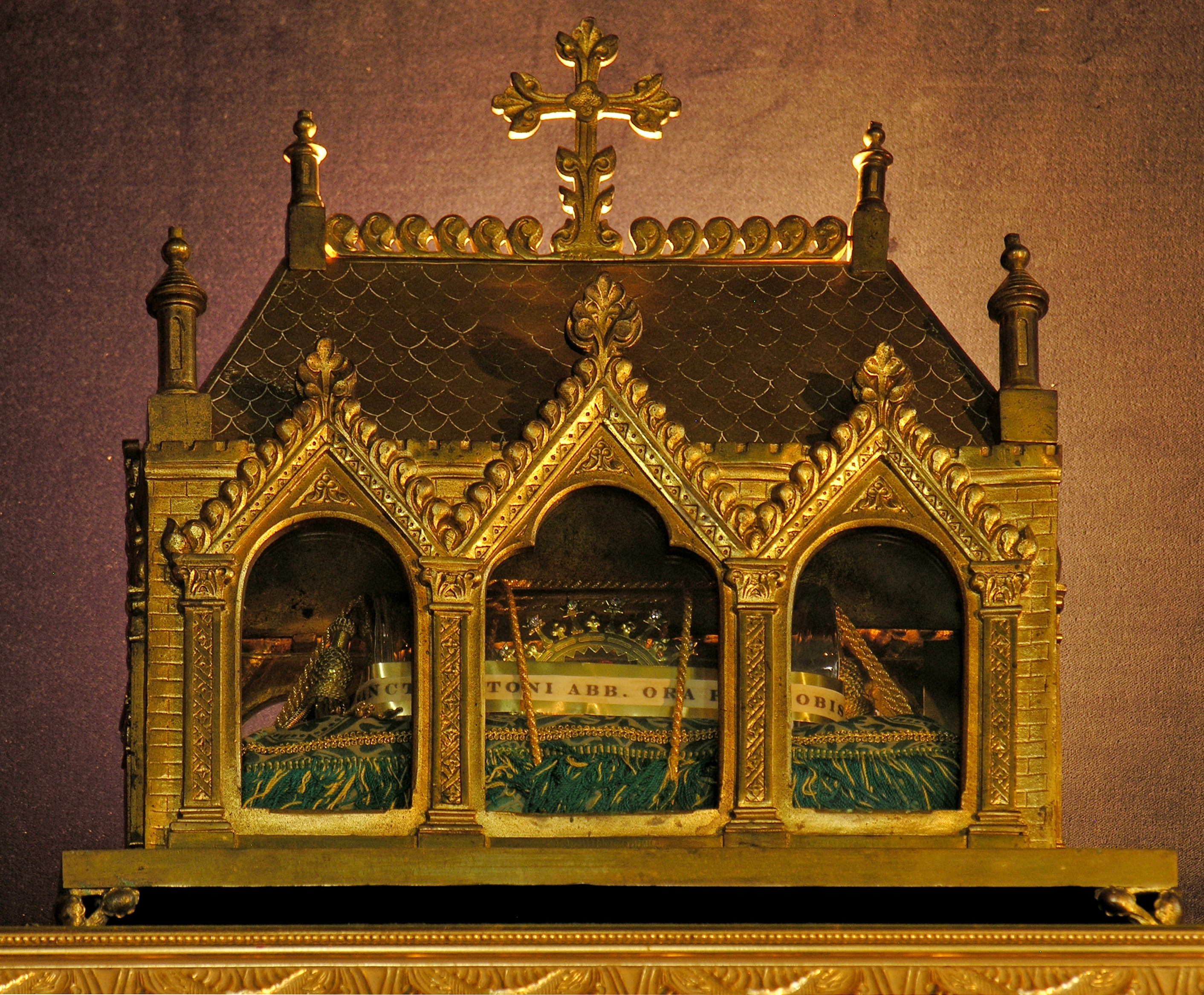
Detail van het Antoniusaltaar met er boven:het schrijn zelf
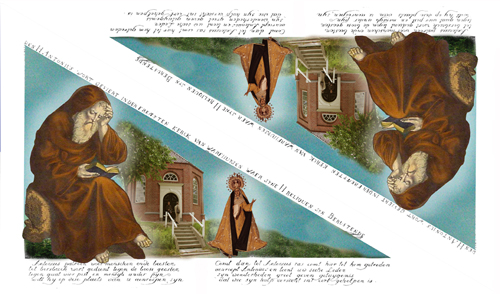
Een bedevaartvaantje van de H. Antonius uit dezelfde bedevaartkerk